# Hector des Ardens, seigneur de Fontenay
Hector des Ardens, seigneur de Fontenay, né à Sens et mort en octobre 1675 à Brest, est un officier de marine français. « Marin de Richelieu »,, il combat dans la Marine royale pendant la guerre franco-espagnole et la guerre de Hollande et termine sa carrière avec le grade de chef d'escadre.

## Biographie

### Carrière dans la Marine royale

#### Débuts pendant la Guerre franco-espagnole (1635-1659)
À la bataille de Guetaria en 1638, il est à bord de l’Amitié de Hambourg (brûlé pendant le combat). Il sert ensuite dans l'armée de terre et est blessé dans un combat près de Montmédy en 1643. Lieutenant d'infanterie, il se signale à la poursuite des ennemis qui avaient pillé le village de Fleville. Entré dans la Marine royale, il reçoit un brevet de capitaine de vaisseau le 25 février 1650. La même année, il commande la frégate La Duchesse dans le combat livré entre l'amiral de France et cinq vaisseaux espagnols dans les mers du Levant.
Quittant Brest le 29 juillet 1652, Vendôme rallie en route la division nantaise armée par le duc de La Meilleraye, aux Sables deux cents hommes du lieutenant-colonel de Fratteau, au fort de La Prée les fantassins de La Louche, à la Rochelle des volontaires et les galiotes du capitaine Pineau, et à la tête de dix-huit vaisseaux et frégates, cinq galères et galiotes, quatorze brûlots, flibots et traversiers, 8 000 hommes, entre dans le Pertuis-Breton. À l'approche de la flotte royaliste, le 5 août, la flotte espagnole quitte le mouillage du Chef-de-Baye pour se poster dans le Pertuis d'Antioche. Dans cette flotte française, le capitaine Desardens commande le vaisseau Le Beaufort, de 130 hommes d'équipage.
Le 1er octobre 1655, il prend part au combat livré contre une flotte espagnole devant Barcelone. En 1660, il commande Le César, qui désarme à Rochefort le 16 novembre.

#### Missions en Méditerranée
En 1663, il est en mission en Méditerranée, au sein de la flotte de six vaisseaux placée sous les ordres du chevalier Paul, lieutenant général des armées navales. Cette flotte est composée de L'Hercule, Le Soleil, Le Mercœur, Le Jules, Le Saint-Sébastien et La Victoire, commandés par Du Quesne, Gabaret, de Fricambault, Des Ardens, chefs d'escadre, et du chevalier de Buous,. Le 14 mars, avec deux petits bâtiments « sous le feu des forts, le chef d'escadre Hector des Ardents et l'enseigne de Béthomas allèrent y attacher des chemises à feu qui leur furent des tuniques de Nessus »
Le 26 juillet 1665, Beaufort appareille de Toulon. Informé que neuf vaisseaux algériens chassaient les convois des Indes attendus en Méditerranée. Il dispose son escadre en éventail aux abords d'Alger, le marquis de Martel à l'est par le travers du cap Matifou, le chevalier Paul à l'ouest vers Cherchell, lui au centre à bord du Saint-Philippe, vaisseau de 74 canons, neuf.
Dans la soirée du 22 août, une violente canonnade éclate à l'ouest, dans le secteur du chevalier Paul : ses collègues, 
ralliant au canon, aperçurent La Royale du chevalier Paul qui, toute seule, pourchassait cinq autres vaisseaux et les forçait à se réfugier sous la forteresse de Cherchell. En hâte, pour résister au chevalier Paul, les Algériens débarquaient du canon et installaient leurs batteries dans les ruines de l'antique cité romaine. Beaufort les écrase sous les bordées de sept vaisseaux, puis lança à l'abordage toutes ses chaloupes, en les faisant soutenir par La Perle et La Sainte-Anne des capitaines de Kerjean-Lesmouel et Pierre de Belle-Isle-Person. Les chaloupes s'attachent chacune à un bâtiment ennemi, d'Ectot au Pot de Fleurs qui battait pavillon amiral. 
La Marine royale est alors tiraillée de tous côtés par les rivalités entre officiers, particulièrement entre le comte d'Estrées — issu du service de terre et sans expériences — d'un côté et Duquesne, Gabaret et Desardens de l'autre. « Duquesne, Gabaret et Desardens qui auraient dû être chef de M. d'Estrées étaient fort mécontents d'être sous ses ordres et de ne servir en réalité qu'à lui apprendre son métier ».
Dans la lettre du 18 janvier 1671, qu'il adresse à d'Estrées, Colbertde Terron écrit : « Je vois bien que vous n'avez pas sujet d'être satisfait des sieurs Duquesne et Desardens, mais vous savez bien que ce sont les deux plus anciens officiers de la marine que nous ayons […] ». Dans une lettre du 7 mai 1674, Colbert demande à Desardens de faire tout son possible pour apaiser ces tensions : « Montrez plus de chaleur que qui que ce soit : et servez d'exemple à tous les autres officiers pour supprimer toutes les chicanes. »

### Guerre de Hollande (1672-1678)
À la bataille de Solebay, le 7 juin 1672, il commande le vaisseau Le Tonnant, 58 canons, matelot du Saint-Philippe, 78 canons, vaisseau amiral monté par le comte d'Estrées. Au cours de la bataille, Desardens a la jambe emportée par un boulet de canons. 
Il est promu chef d'escadre des armées navales « sur les côtes du Royaume de Navarre et du Pays de Biscaye », le 12 septembre 1672. Le 17 novembre 1672, il est fait chevalier de l'Ordre de Saint-Lazare et, par la suite, commandeur de l'Ordre royal de Notre-Dame du Mont-Carmel et de Saint-Lazare de Jérusalem.
À la première bataille de Schooneveld, le 7 juin 1673, il commande l'arrière-garde de la flotte française, à bord du Le Terrible, vaisseau de 70 canons. L'avant garde est commandée par le marquis de Martel et le corps de bataille par le comte d'Estrées. 

« De la division Des Ardents qui fit a merveille à son ordinaire se détacha le brûlot L'Arrogant pour tenter d'accrocher Banckert au passage. Il y eut choc en retour et recul : mais en vain le capitaine Guillotin revint-il intrépidement à la charge. Banckert esquiva le brûlot enflammé et rallia Ruyter, ainsi que le fit Mertsen, tandis que le vent nous éloignait de deux grandes lieues vers le sud. »

Le 21 août 1673, il se signale au combat qui oppose devant Gorée, la flotte alliée franco-anglaise à la flotte hollandaise. À sa mort en octobre 1675, le comte de Tourville est nommé pour le remplacer au poste de chef d'escadre de Guyenne. 

## Jugement
Louis Étienne Dussieux dit de lui : « Ce brillant officier, l'un des meilleurs et des plus braves de l'amiral Jean d'Estrées ».

### Sources et bibliographie
- Louis Étienne Dussieux, Les grands marins du règne de Louis XIV : notices historiques, Librairie V. Lecoffre, 1888, 364 p. (lire en ligne), p. 72